# Windsor (Florida)
Windsor es un lugar designado por el censo ubicado en el condado de Río Indio en el estado estadounidense de Florida. En el Censo de 2010 tenía una población de 256 habitantes y una densidad poblacional de 112,83 personas por km².

## Geografía
Windsor se encuentra ubicado en las coordenadas 27°47′12″N 80°24′50″O / 27.78667, -80.41389. Según la Oficina del Censo de los Estados Unidos, Windsor tiene una superficie total de 2.27 km², de la cual 2.27 km² corresponden a tierra firme y (0%) 0 km² es agua.

## Demografía
Según el censo de 2010, había 256 personas residiendo en Windsor. La densidad de población era de 112,83 hab./km². De los 256 habitantes, Windsor estaba compuesto por el 97.66% blancos, el 0% eran afroamericanos, el 0.78% eran amerindios, el 0.39% eran asiáticos, el 0% eran isleños del Pacífico, el 0% eran de otras razas y el 1.17% pertenecían a dos o más razas. Del total de la población el 2.34% eran hispanos o latinos de cualquier raza.